# Nectria coryli
Nectria coryli är en svampart som beskrevs av Fuckel 1870. Nectria coryli ingår i släktet Nectria och familjen Nectriaceae.  Arten är reproducerande i Sverige. Inga underarter finns listade i Catalogue of Life.